# Александров, Виктор Яковлевич
Виктор Яковлевич Александров (род. 1937) — советский хоккеист, нападающий.

## Биография
Выступал за команды ЛИИЖТ (1956/57), СКИФ Ленинград (1959/60), «Труд» Кронштадт (1960/61), «Кировец» Ленинград (1961/62 — 15 матчей в классе «А»), «Спартак» Ленинград (1964/65).